# Patrice Cellario
Patrice Cellario, né le 21 novembre 1953 à Monaco, est un haut fonctionnaire et homme politique monégasque.

## Biographie
Docteur-ingénieur en énergétique physique (CEA Grenoble), ingénieur physicien (ENSGP de Grenoble), Patrice Cellario est marié et père de trois enfants.
De mars 1985 à avril 1988, il est directeur technique du stade Louis-II. En août 1990, il devient directeur adjoint des travaux publics de Monaco, puis directeur en février 1992, avant d'être nommé en décembre 1998, directeur de l'environnement, de l'urbanisme et de la construction. En janvier 2001, il est nommé directeur de la prospective et des études d'urbanisme de la principauté, puis directeur de la prospective, de l'urbanisme et de la mobilité en janvier 2008.
En novembre 2009, il devient directeur général du département de l'Intérieur du gouvernement monégasque, fonction qu'il occupe jusqu'à sa nomination comme conseiller – ministre de l'Intérieur dans le gouvernement de Michel Roger en avril 2015, puis ceux de Serge Telle et de Pierre Dartout, lequel est nommé ministre d'État le 1er septembre 2020. Il quitte le gouvernement en août 2024.